# Giacomo Luigi Ciamician
Giacomo Luigi Ciamician (Trieste, 27 agosto 1857 – Bologna, 2 gennaio 1922) è stato un chimico austriaco, poi italiano, di origine armena.  Per i suoi lavori viene considerato un precursore dell'energia solare e più in generale, il fondatore della moderna fotochimica. È anche stato un pioniere della fotosintesi artificiale e della transizione energetica dall'utilizzo di fonti rinnovabili.

## Biografia
Membro della comunità armena di Trieste (era nipote di uno stimato padre Mechitarista) studiò nella sua città natale che allora apparteneva all'Impero austro-ungarico e a Vienna, prima di laurearsi a Gießen con una tesi sulle affinità chimiche.
Durante il periodo giovanile viennese pubblicò analisi sugli spettri di numerosi elementi chimici, le sue ricerche di quell'epoca furono notate e citate da Dmitrij Ivanovič Mendeleev, il grande chimico russo, a supporto del suo sistema periodico degli elementi.
Assistente di Stanislao Cannizzaro insieme a Augusto Piccini a Roma dove continuò ad occuparsi di spettroscopia e di composti organici azotati, nel 1887 divenne professore di chimica dapprima all'Università di Padova e dal 1889 presso l'Università di Bologna dove rimase fino alla morte.

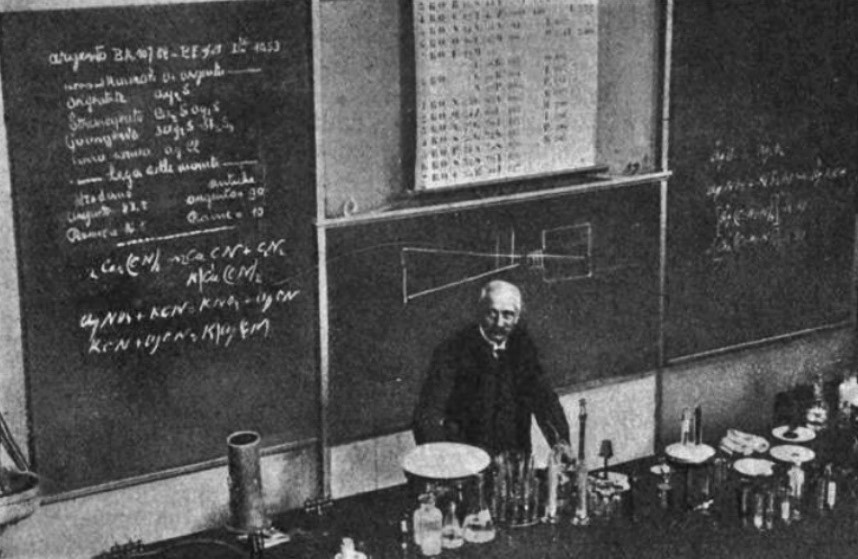
Ciamician durante una lezione di chimica alla R. Università di Bologna

Le sue ricerche si concentrarono sulle azioni chimiche della luce e sulla presenza di alcaloidi nelle piante. Si dedicò a lungo alla chimica del pirrolo e dei suoi derivati, facendo assumere in questo campo un ruolo di primo piano alla chimica italiana.
Dal 1898 fu socio dell'Accademia nazionale delle scienze. Nel 1910 divenne il primo triestino ad essere nominato senatore del Regno d'Italia nella XXIII Legislatura.
Dopo la sua morte gli venne dedicato il Dipartimento di Chimica della Facoltà di Scienze Matematiche, Fisiche e Naturali dell'Università di Bologna. Inoltre a lui è dedicata un'aula presso il dipartimento di ingegneria chimica (DICAMP) dell'Università di Trieste, sua città natale.
È sepolto alla Certosa di Bologna.

## Opere

### Articoli
- Problemi di Chimica organica, in Rivista di Scienza, vol. I, Bologna, 1907.
- Nota biografica, L'oeuvre de Stanislas Cannizzaro, in Scientia, vol. IX, Bologna, 1911.
- La fotochimica dell'avvenire, in Scientia, vol. XII, Bologna, 1912.